# Paret

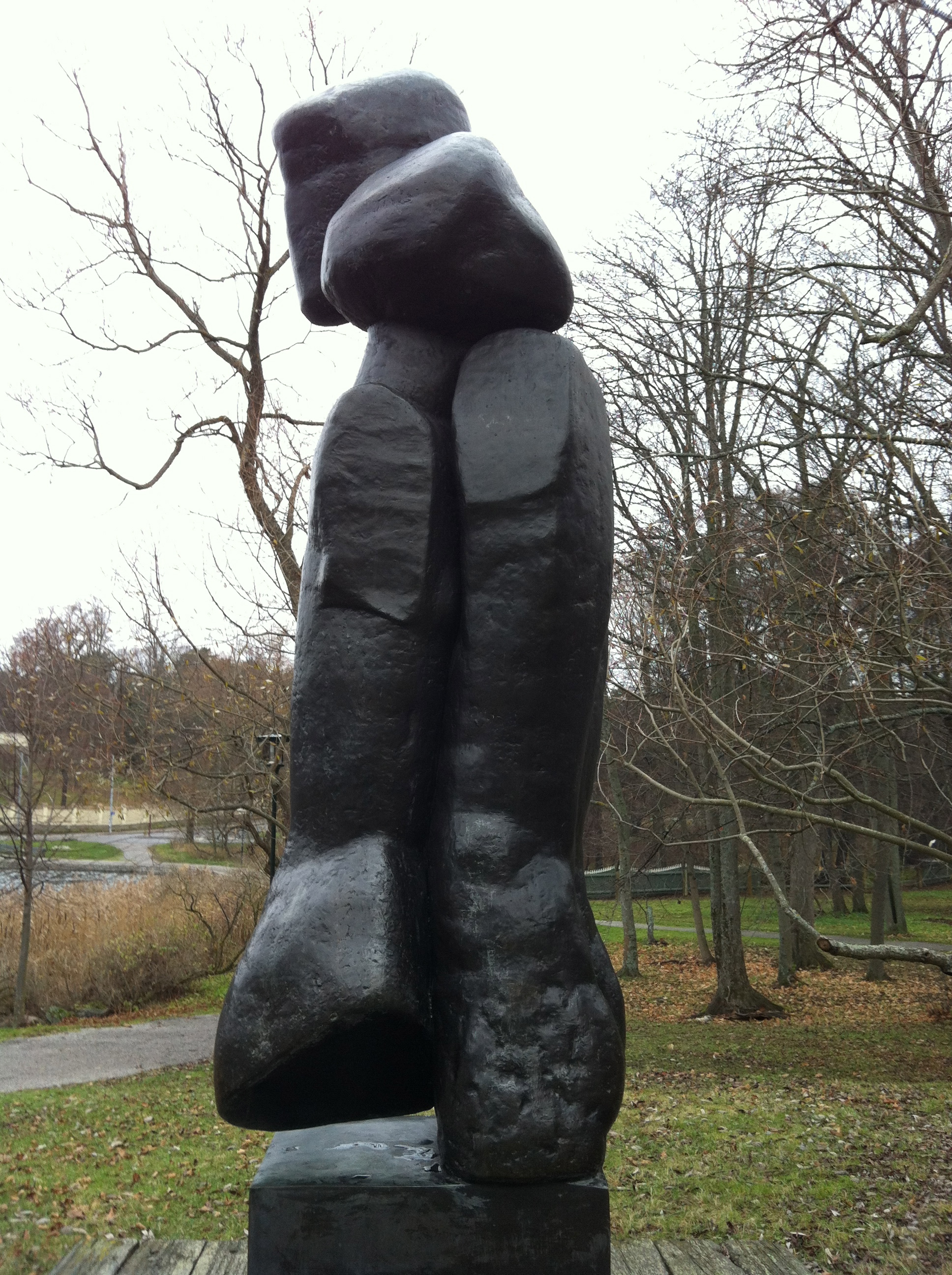
Paret av Liss Eriksson.

Paret är en bronsskulptur i Stockholm föreställande en man och en kvinna, ömt omfamnade. Upphovsmannen är skulptören Liss Eriksson. Skulpturen är från 1973 och står sedan år 2000 i parken på Prins Eugens Waldemarsudde. År 1974 sattes den upp i norra delen av Kungsträdgården men flyttades därifrån när parken gjordes om i slutet av 1990-talet. En version av Paret finns också i Uppsala utanför Ekonomikum, Kyrkogårdsgatan 12, sedan 1976.
Liss Eriksson inspirerades till skulpturen av ett älskande par som höll om varandra på tunnelbanan i Paris. Motivet det omfamnande paret förekommer även som Tillsammans, som är en del av Liss Erikssons skulpturgrupp Huset. I Paret har han skalat av allt som inte är nödvändigt för att förtäta den känsla som motivet skulle uttrycka.